# Хронология квантовых вычислений
Идея квантовых вычислений была независимо предложена Юрием Маниным и Ричардом Фейнманом в начале 1980-х. С тех пор была проделана колоссальная работа для построения работающего квантового компьютера.

## 1960-е
- 1968 — Стивен Визнер (англ. Stephen Wiesner) разработал сопряжённое кодирование[англ.][1].

## 1970-е
- 1970 —  Джеймс Парк сформулировал первую известную теорему запрета[2].
- 1973 — Александр Холево опубликовал работу, в которой показал, что n кубит не могут нести больше информации, чем такое же число классических битов (этот результат известен как теорема Холево или ограничение Холево). В этом же году Чарльз Х. Беннет показал возможность обратимости квантовых вычислений.
- 1975 — Р. П. Поплавский публикует «Термодинамические модели информационных процессов» (на русском), где показывает вычислительную невозможность симуляции квантовых систем на классических компьютераах вследствие принципа суперпозиции.
- 1976 — польский физик и математик Роман Станислав Ингарден[англ.] публикует работу под названием «Квантовая теория информации» в Reports on Mathematical Physics vol. 10, 43-72, 1976 (получена в 1975 году). Это одна из первых попыток создать квантовую теорию информации, так как Шеноном было показано, что классическая теория информации не может быть просто обобщена на квантовый случай. Но тем не менее такую теорию возможно построить так, чтобы она являлась некоторым обобщением шеноновской теории с учётом формализма квантовой механики и открытых систем и квантовых наблюдаемых.

## 1980-е
- 1980
  - Пол Бениофф[англ.] описывает первую квантово-механическую модель компьютера. В этой работе Бениофф показал, что компьютер может работать в соответствии с законами квантовой механики, описав уравнением Шредингера описание машин Тьюринга, заложив основу для дальнейшей работы в области квантовых вычислений. Статья[3] была подана в июне 1979 и опубликована в апреле 1980.
  - Юрий Манин предложил идею квантовых вычислений[4].
- 1981
  - Ричард Фейнман в своей знаменитой лекции «Там внизу достаточно места» на Первой конференции по физике вычислений, состоявшейся в Массачусетском технологическом институте в мае, отметил, что невозможно эффективно моделировать эволюцию квантовой системы на классическом компьютере. Он предложил базовую модель квантового компьютера, который был бы способен осуществить такое моделирование[5].
  - Томмазо Тоффоли[англ.] представил вентиль Тоффоли, который является популярным квантовым вентилем при построении обратимых схем квантовых компьютеров.
- 1982
  - Пауль Бениофф предложил первую теоретическую схему работы квантового компьютера[6].
  - Вуттерс и Зурек[англ.][7], а также независимо от них Диэкс[англ.][8] доказали теорему о запрете клонирования.
- 1984 — Чарльз Беннетт и Жиль Брассар предложили первый протокол квантового распределения ключа — BB84.
- 1985 — Дэвид Дойч впервые описал квантовую машину Тьюринга.

## 1990-е
- 1991
  - Артур Экерт в Оксфордском университете описал безопасную систему связи на основе эффекта квантовой запутанности.
- 1993
  - Дэн Симон[англ.] в Монреальском университете изобрел метод вычисления с оракулом, в котором квантовый компьютер экспоненциально быстрее, чем обычный компьютер. Этот алгоритм впервые затронул основные идеи, которые позже будут воплощены в квантовом алгоритме факторизации Питера Шора.
- 1994
  - Питер Шор в лаборатории Белла открыл важнейший квантовый алгоритм, ныне носящий его имя. Этот алгоритм позволяет квантовым компьютерам быстро производить факторизацию больших целых чисел. Этот алгоритм одновременно решил две важные задачи — проблему факторизации целых чисел и задачу дискретного логарифмирования. Таким образом Алгоритм Шора теоретически позволяет взламывать используемые сейчас криптосистемы. Это открытие вызвало огромный интерес к квантовым компьютерам.
  - Национальный институт стандартов и технологий организовал первый в США государственный семинар по проблеме квантовых вычислений прошедший осенью 1994 в Гейтерсберге.
  - Хуан Игнасио Сирак и Петер Цоллер предложили метод как можно экспериментально реализовать процедуру контролируемого отрицания на основе пойманных в ловушку ионов (подробнее об этом см. en:Trapped ion quantum computer).
- 1995
  - Министерство обороны США организовало крупный семинар по вопросам квантовых вычислений и квантовой криптографии. Семинар прошел в феврале 1995 в Аризонском университете в Тусоне, в нём принял участие ряд видных физиков США (Charles M. Bowden, Jonathan P. Dowling, и Henry O. Everitt).
  - Питер Шор и Эндрю Штейн независимо друг от друга предложили первую схему коррекции квантовых ошибок.
  - Кристофер Монро[англ.] и Дэвид Уайнленд впервые экспериментально реализовали процедуру контролируемого отрицания на основе пойманных в ловушку ионов по методике предложенной Сираком и Цоллером годом ранее.
  - Бен Шумахер[англ.] из Кеньон-колледжа[англ.] ввел термин q-bit (кубит)[9]. Кубиты связаны между собой. В 3 несвязанных (произвольных) битах содержится 3 бита информации, 3 связанных (упорядоченных) бита содержат, кроме 3 битов, также информацию о связи: второй связан с первым и третьим, третий - с первым и вторым, итого 7.
- 1996
  - Квантовый алгоритм поиска в базе данных изобрёл Лов Гровер из «Лаборатории Белла». Алгоритм Гровера позволяет добиться квадратичного прироста скорости расчетов по сравнению с обычным компьютером. Такой прирост скорости не столь значителен, как в случае с алгоритмом Шора для факторизации чисел, но с другой стороны алгоритм Гровера может быть применен к гораздо более широкому спектру задач. Любая задача, которую можно свести к неинформированному методу поиска (полный перебор), также будет иметь квадратичный прирост скорости.[10]
  - Дэвид Ди Винченцо[англ.] из IBM предложил перечень минимальных требований, необходимых для создания квантового компьютера, носящих сегодня название критериев Ди Винченцо[англ.].
- 1997
  - Дэвид Кори[англ.], Амр Фахми и Тимоти Хавел, а также в одновременно с ними Нил Гершенфельд[англ.] и Исаак Чанг[англ.] из MIT опубликовали работы, впервые описывающие возможность практически реализовать квантовый компьютер на основе эффекта объемного спинового резонанса или тепловых ансамблей. Эта технология основана на явлении ядерного магнитного резонанса (ЯМР), явлении которое так же нашло применение в медицине, подарив человечеству устройства магнитно-резонансной томографии.
  - Алексей Китаев описал принципы топологических квантовых вычислений[англ.] как метод борьбы с декогеренцией.
  - Дениел Лосс[англ.]и Дэвид Ди Винченцо предложили квантовый компьютер Лосса-ДиВинченцо[англ.], использующий в качестве кубитов собственный момент импульса отдельно взятых электронов, запертых в квантовых точках.
- 1998
  - Первая экспериментальная демонстрация выполнения квантового алгоритма: Двухкубитный квантовый компьютер, работающий на явлении ядерного магнитного резонанса (ЯМР-компьютер), использовался для выполнения квантового Алгоритма Дойча — Йожи.[11]
  - Первый работающий трёхкубитный ЯМР-компьютер.
  - Первое выполнение Алгоритма Гровера на ЯМР-компьютере.
- 1999
  - Сэмюэл Браунштейн[англ.] и его коллеги показали, что ни в каком ЯМР-эксперименте смешанного состояния квантовой запутанности не существует. Однако, смешанное состояние квантовой запутанности является необходимым условием для квантового ускорения вычислений, и, таким образом, это стало доказательством того, что ЯМР-компьютеры не имеют никакого преимущества по сравнению с обычными компьютерами. Вопрос о том, действительно ли смешанное состояние квантовой запутанности абсолютно необходимо для достижения квантового ускорения вычислений, до сих пор остается открытым.[12]

## 2000-е
- 2000
  - Первый работающий пятикубитный ЯМР-компьютер был продемонстрирован в Мюнхенском техническом университете.
  - Первое выполнение нахождения порядка (что является важной частью алгоритма Шора) продемонстрировано в исследовательском центре компании IBM и в Стэнфордском университете.
  - Первый работающий семикубитный ЯМР-компьютер был продемонстрирован в Лос-Аламосской национальной лаборатории
- 2001
  - Первое полное выполнение алгоритма Шора продемонстрировано в исследовательском центре компании IBM и в Стэнфордском университете. Число 15 было факторизовано квантовым компьютером, используя массив из 1018 идентичных молекул, каждая из которых содержала семь активных ядерных спинов.
- 2007
  - Канадская компания D-Wave Systems заявила о создании 28-кубитного специализированного квантового компьютера без указания решаемой задачи[13].
- 2009
  - В Национальном институте стандартов и технологий (США) впервые удалось собрать программируемый квантовый компьютер, состоящий из двух кубитов[13].

## 2010-е
- 2011
  - Компания D-Wave Systems продала за 11 млн долларов компьютер со 128-кубитным чипсетом, который выполняет только одну задачу — дискретную оптимизацию[13].
- 2012
  - Группе исследователей из Южно-Калифорнийского университета, Делфтского технического университета, университета штата Айова и Калифорнийского университета в Санта-Барбаре удалось построить двухкубитный квантовый компьютер на кристалле алмаза с примесями (исчезло охлаждение жидким гелием)[13].
  - Компания D-Wave Systems заявила о создании специализированного 512-кубитного компьютера под решение задачи о нахождении трехмерной формы белка по известной последовательности аминокислот методом квантового отжига[13].
- 2015
  - Оптически адресуемые ядерные спины в твердом теле со временем когерентности, сохраняющимся на протяжении 6 часов.[14]
  - Квантовая информация была закодирована простыми электрическими импульсами.[15]
  - Написан код для обнаружения квантовых ошибок с использованием квадратной решетки из четырёх сверхпроводящих кубитов.[16]
  - Разработан двухкубитный логический вентиль из кремния.[17]

- 2016
  - Google, используя массив из 9 сверхпроводящих кубитов, разработанных группой Martinis и Калифорнийским университетом в Санта-Барбаре, смоделировали молекулу водорода.[18]
- 2017
  - Microsoft представила язык квантового программирования, интегрированный в Visual Studio. Программы могут выполняться либо на симуляторе 32-кубитного компьютера локально, либо на симуляторе 32-кубитного компьютера в облаке Microsoft Azure.[19]
  - Ученые создали микрочип, который генерирует два запутанных кубита, с 10 различными состояниями, для 100 измерений в общем.[20]
  - В Intel разработана 17-кубитная микросхема.[21]
- 2018
  - В Intel разработана 49-кубитная микросхема.[22]
  - В MIT открыли новую форму света, состоящую из двух или трех квантово связанных фотонов (на основе поляритонов), которая в перспективе может быть использована в квантовых компьютерах.[23][24]
- 2019
  - IBM представила первый в мире коммерческий квантовый компьютер — IBM Q System One.

## 2020-е
- 2020
  - Китайский квантовый компьютер «Цзючжан», работающий на запутанных фотонах, достиг квантового превосходства. За 200 секунд было успешно проведено вычисление задачи, для решения которой самому быстрому в мире классическому компьютеру потребовалось считать бы более полумиллиарда лет[25].
- 2021
  - Китайские исследователи построили крупнейшую в мире интегрированную сеть квантовой связи, объединив более 700 оптических волокон с двумя линиями QKD-земля-спутник для общего расстояния между узлами сети сетей до ~ 4600 км[26][27].
  - Исследователи из MIT представили программируемый квантовый симулятор, способный работать с 256 кубитами[28].
- 2023
  - Первая реализация телепортации квантовой энергии[29].
  - Израильско-американский ученый-теоретик и математик Одед Регев опубликовал новый квантовый алгоритм по факторизации чисел, превосходящий по эффективности Алгоритм Шора[30][31][32].
- 2024
  - Google совершила прорыв в области квантовых вычислений. Учёным удалось создать квантовый процессор, который впервые преодолел порог квантовой коррекции ошибок[англ.]. Это значит, что при увеличении числа кубитов частота ошибок не растет, а снижается[33].